# Ramphotyphlops
Ramphotyphlops es un género de serpientes ciegas perteneciente a la familia Typhlopidae. Se distribuyen por el Sudeste asiático y el oeste de Oceanía.

## Especies
Se reconocen las 21 especies siguientes según The Reptile Database:
- Ramphotyphlops acuticaudus (Peters, 1877)
- Ramphotyphlops adocetus Wynn, Reynolds, Buden, Falanruw & Lynch, 2012
- Ramphotyphlops angusticeps (Peters, 1877)
- Ramphotyphlops becki (Tanner, 1948)
- Ramphotyphlops bipartitus (Sauvage, 1879)
- Ramphotyphlops conradi (Peters, 1875)
- Ramphotyphlops cumingii (Gray, 1845)
- Ramphotyphlops depressus Peters, 1880
- Ramphotyphlops exocoeti (Boulenger, 1887)
- Ramphotyphlops flaviventer (Peters, 1864)
- Ramphotyphlops hatmaliyeb Wynn, Reynolds, Buden, Falanruw & Lynch, 2012
- Ramphotyphlops lineatus (Schlegel, 1839)
- Ramphotyphlops lorenzi (Werner, 1909)
- Ramphotyphlops mansuetus (Barbour, 1921)
- Ramphotyphlops marxi (Wallach, 1993)
- Ramphotyphlops multilineatus (Schlegel, 1839)
- Ramphotyphlops olivaceus (Gray, 1845)
- Ramphotyphlops similis (Brongersma, 1934)
- Ramphotyphlops suluensis (Taylor, 1918)
- Ramphotyphlops supranasalis (Brongersma, 1934)
- Ramphotyphlops willeyi (Boulenger, 1900)